# Trichorthosia tristis
Trichorthosia tristis är en fjärilsart som beskrevs av Barnes och Mcdunnough 1910. Trichorthosia tristis ingår i släktet Trichorthosia och familjen nattflyn. Inga underarter finns listade i Catalogue of Life.